# 弗朗西斯科·亨托
弗朗西斯科·「帕科」·亨托·洛佩斯（西班牙語：Francisco "Paco" Gento López，1933年10月21日—2022年1月18日）是前西班牙足球运动员、皇家馬德里荣誉主席。

## 生平
1952年，亨托在桑坦德競技开始了他的职业生涯，接下的赛季他转会到了皇家馬德里。他曾進入8次歐洲冠軍球會盃，赢得了创纪录的6次，以及赢得12次西班牙足球甲级联赛冠军。
在14年的国家隊比賽中，亨托43次代表西班牙，包括1962年和1966年世界杯。他是历史上唯一赢得了6座歐洲冠軍球會盃的足球运动员。
2016年10月，皇家馬德里正式任命球队传奇球星弗朗西斯科·亨托为俱乐部荣誉主席。

## 個人生活
马德里竞技俱乐部球員馬科斯·略倫特為亨托的外甥孫。

## 荣誉
皇家馬德里
- 西班牙足球甲级联赛 (12次)： 1953-54年度, 1954-55年度, 1956-57年度, 1957-58年度, 1960-61年度, 1961-62年度, 1962-63年度, 1963-64年度, 1964-65年度, 1966-67年度, 1967-68年度, 1968-69年度
- 西班牙国王杯 (2次)： 1961-62年度, 1969-70年度
- 歐洲冠軍球會盃 (6次)： 1955-56年度, 1956-57年度, 1957-58年度, 1958-59年度, 1959-60年度, 1965-66年度
- 洲際盃足球賽 (1次)： 1960年
- 拉丁盃 (2次)： 1955年, 1957年

個人榮譽
- 1999年獲世界足球雜誌評選列入20世紀最偉大的100名足球運動員名單

## 外部連結
- Francisco Gento at Real Madrid （英文） （西班牙文）
- 弗朗西斯科·亨托 – FIFA國際賽競賽紀錄 (存檔)
- Gento, the only player ever to win six European Cups （页面存档备份，存于）
- Biography at Real Madrid Fans （页面存档备份，存于） （西班牙文）
- BDFutbol profile （页面存档备份，存于）
- National team data （西班牙文）
- 弗朗西斯科·亨托在 National-Football-Teams.com 上的出场纪录
- International Appearances and Goals （页面存档备份，存于） at RSSSF
- Goals in European Cups （页面存档备份，存于） at RSSSF